# Reklam 2.0
Reklam 2.0 är ett nytt begrepp inom digital marknadsföring. Reklam 2.0 är tänkt att förklara förändringarna inom marknadsföringsbranschen i och med Internet och sociala mediers intåg. Begreppet Reklam 2.0 lånar versionsmetaforen från uttrycket Web 2.0 för att skildra förändringen inom reklambranschen, där alltmer av marknadsföringen görs på Internet eftersom traditionella medier tappar både tittare och läsare, men också relevans.
Under det senaste året har begreppet Reklam 2.0 dykt upp som ett nytt Buzzword inom den digitala marknadsföringen. Uttrycket Reklam 2.0 verkar dyka upp första gången under 2006, både i Sverige och USA. Under 2006 sänds det ett radioprogram i USA med namnet Ad 2.0. Programmet sändes på den amerikanska public service-kanalen PBS och handlade om hur modern kommunikationsteknik förändrar marknadsföringen. Det första dokumenterade användningen av uttrycket Reklam 2.0 i Sverige verkar vara en blogg från 2006 av reklambyrån Åkestam & Holst.

## Om Reklam 2.0
Reklam 2.0 innebär en förändring i sättet att se på avsändaren av reklamen gentemot mottagaren för reklamen. Det handlar om mottagaren som allt mer går från att vara en passiv konsument till en aktiv kommunikatör och som i allt högre grad själv formar berättelsen om varumärket. Konsumenten förvandlas till en "prosumer" och kan växla mellan dessa två roller på ett obehindrat sätt.
I och med Internets intåg på marknaden ökar också informationsflödet till konsumenten. Detta innebär att han eller hon också måste gallra mer bland informationen som hon eller han möter. Konsumenten väljer då, enligt forskning, automatiskt bort den information som uppfattas som oviktig. Med ett innehåll som anses ha låg trovärdighet, blir det allt svårare att få konsumenter att lyssna till de historier reklamproducenterna vill berätta.
Villkoren för hur, när och var reklamen kommuniceras bestäms i allt högre grad av mottagaren själv. Ny teknik gör det enklare för oss att kontrollera vår mediekonsumtion. Istället för att tränga sig på, så måste man locka till sig användaren. Det handlar om att skapa en större relevans mellan reklamens innehåll och valet av tid och mötesplats.
Alla vill berätta en bra historia, speciellt om det är ens egen. Istället för att avsändaren skapar historien själv förser vi mottagaren med incitament för att påverka och utveckla storyn enligt sin egen smak och tycke. Endast genom mottagarens möjlighet att interagera, påverka och uppleva varumärket skapas engagemang. 
En bra självupplevd berättelse utgör en stark drivkraft att förmedla den vidare. I Reklam 2.0 blir därför avsändarens eller kreatörens roll att skapa förutsättningar för mottagaren att själv sprida storyn vidare. Högre krav på relevans och engagemang leder till en smalare identifiering av målgruppen, men inte till minskad räckvidd. 
Genom att fokusera på de drivkrafter som gör att konsumenter engagerar sig och berättar varumärkets story vidare uppnås hög räckvidd. Hjälp till självspridning uppmuntras genom exempelvis sms, bloggar, communities, WOM, Event med mera.

## Riktlinjer för Reklam 2.0
1. Acceptera att du inte längre har ensamrätt till ditt varumärke.
2. Skapa större relevans mellan innehåll och valet av tid och mötesplats. Vi är reklamtrötta. Istället för att tränga sig på, så måste man locka till sig användaren.
3. Kanalisera befintligt engagemang för produkten eller tjänsten. Fokusera på drivkrafter som får konsumenten att engagera sig. Låt konsumenten interagera med varumärket. Gör konsumenten delaktig. Var lyhörd. Uppmuntra kreativitet.
4. Uppmuntra konsumenten att berätta sin egen story om varumärket. Alla vill berätta en bra historia, speciellt om det är ens egen.
5. Förse konsumenten med verktyg för att sprida sin storyn om varumärket. Uppmuntra självspridning.
6. Folk litar inte alltid på varumärken, men de litar på sina vänner.